# Casimir Henricy
Louis Casimir Henricy, né le 20 août 1814 à Saint-Tropez (Var) et mort le 2 mars 1900 à Paris 4e, est un linguiste, journaliste, homme de lettres, et homme politique français.

## Biographie

### Un jeune marin

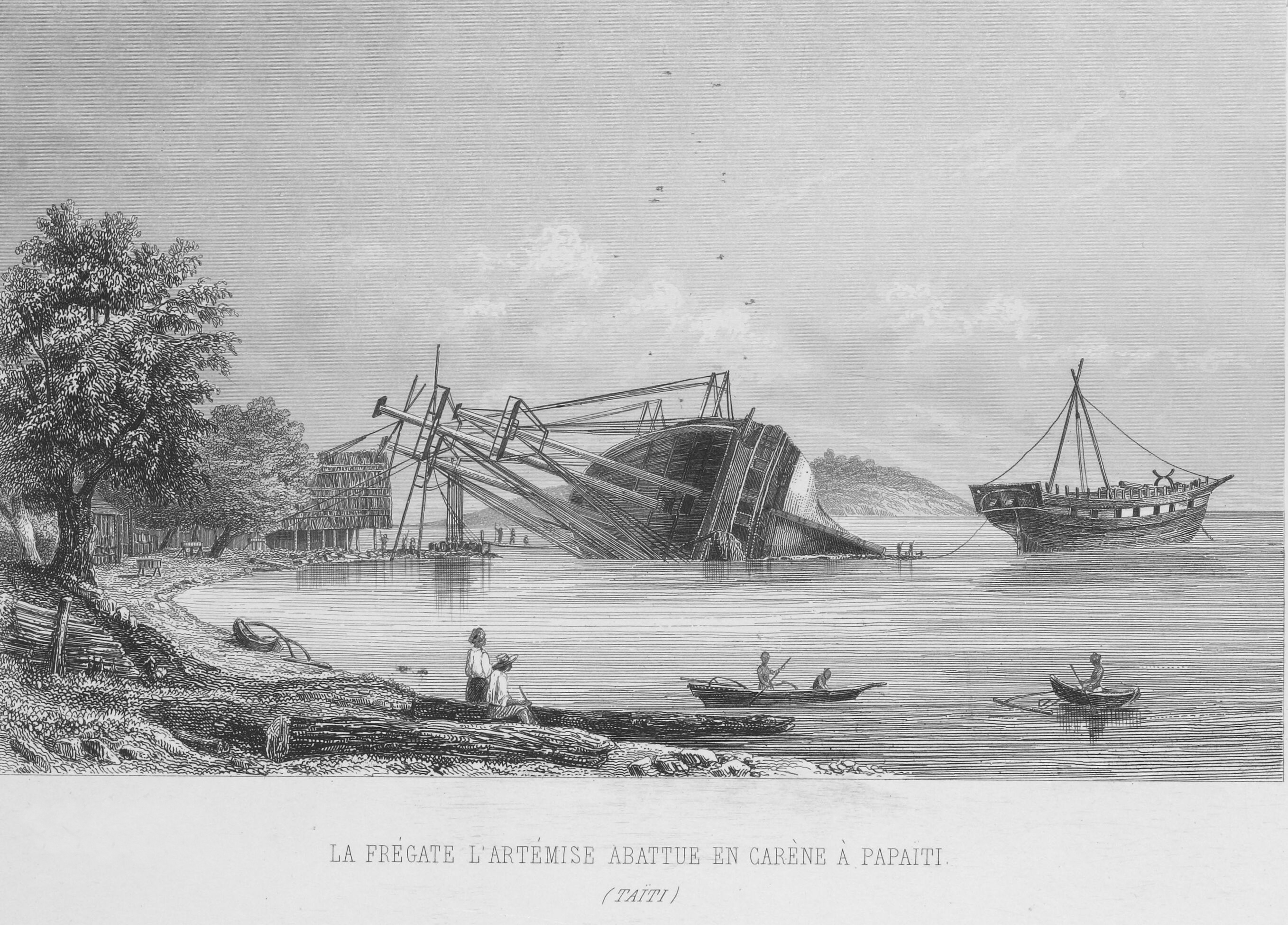
La frégate ľArtémise abattue en carène à la suite de son échouage à Tahiti (gravure Pâris)

À dix-sept ans, le jeune novice Casimir Henricy commence à naviguer sur plusieurs bâtiments de commerce avant de passer matelot de 3e classe en 1833. En 1837, il embarque comme chef de pièce sur la frégate ľArtémise qui entame un tour du monde prévu pour trois ans au départ de Toulon, avec à son bord le futur vice-amiral François-Edmond Pâris. Le 22 avril 1839, le navire s'échoue à Tahiti et reste deux mois en réparation. Henricy en profite pour écrire son premier texte : un témoignage sur La reine Pōmare IV alors en exercice, et dernière souveraine de l'île Tahiti et de ses dépendances. Le 23 juin, ľArtémise reprend sa route et se dirige sur l'archipel des îles Hawaï. À Honolulu, Henricy assiste à l'expédition punitive de son commandant sur le roi Kamehameha III, accusé de persécution religieuse sur les catholiques installés sur son territoire et qu'on appellera  l'affaire Laplace. Indiscipliné et impertinentenvers l'état-major et le capitaine de vaisseau Laplace,commandant de bord, le jeune trublion Henricy est débarqué à Valparaiso et passe  sur la frégate ľAndromède le 15 décembre 1839.

### Écrivain, poète, journaliste, démocrate, révolutionnaire, linguiste et spirite
En 1840, Casimir Henricy quitte la marine et s'installe à Paris. Il collabore aussitôt au quotidien Le National, alors sous la direction d'Armand Marrast, à La réforme et autres journaux démocrates. Il prend une part active à la révolution de 1848 et s'engage en politique. Il sera quelques mois sous-préfet de Brignoles.
En 1850, Il est arrêté lors d'une « descente de police » dans les locaux de réunion de la société secrète La Némésis dont il est l'un des fondateurs sous son nom de code Tartampion. Il est condamné à deux ans de prison comme chef de bande et pour détention d'armes. Après cinq mois en détention préventive à Mazas, il est transtéré à la prison Sainte-Pélagie avec d'autres prisonniers politiques dont Victor Pilhes, Jérôme Langlois et Louis Vauthier. En 1854, il participe à la rédaction du Dictionnaire universel en 2 tomes de Lachâtre dans lequel il écrit un chapitre sur une réforme de l'orthographe. En 1858, l'ouvrage, considéré comme subversif, est saisi et détruit. La même année, il crée le mensuel La Tribune des Linguistes. Il y publie de nombreux articles dans lesquels il prône l’idée que « l’ancien gaulois » n'est autre que le provençal et que, par extension, le français
serait alors du « gaulois moderne »; théorie selon laquelle on peut soupçonner une approche peu scientifique de la question et une tentative mal déguisé de valoriser son pays natal par un chauvinisme abusif. Il lance en même temps avec ses collaborateurs l'idée de la création d'une langue universelle.
À la chute de la Commune de Paris, il cache chez lui de nombreux communards dont le célèbre chansonnier Jean Baptiste Clément. Convoqué une nouvelle fois au tribunal, il obtient un non-lieu le 2 septembre 1871.
Élu conseiller municipal dans le 4e arrondissement de Paris, il s'oppose à l'érection d'une statue devant le Collège de France en hommage à Claude Bernard, arguant que la science en physiologie de ce dernier est fausse. Argumentation probablement influencé par son intérêt pour le spiritime. En effet, Casimir Henricy croyait à la Métempsycose et pensait qu'il avait été une femme vivant à Londres dans une autre vie. Selon La Revue spirite, Casimir Henricy aurait été un magnétiseur de premier ordre.
Il était le beau-frère du hautboïste et compositeur Hippolyte Garimond,.
Il meurt à son domicile au no 9 rue du Renard dans le 4e arrondissement de Paris.

## Œuvres
- Album pittoresque d'un voyage autour du monde exécuté par ordre du gouvernement français, ill. Edmond Pâris (1806-1893) Paris : Impr. Ch. Noblet, 1840. [lire en ligne]
- La Reine Pomaré, New-York, nd.
- Récit véridique, en vers et en prose, des grands événements qui se sont passés à Otaïti, où l’on verra comme quoi notre ministère a glorieusement... soutenu l’honneur du pavillon français, Nantes, 1844. [lire en ligne]
- La Perle de Gravelines, nouvelles, nd. v. 1844.
- Histoire de l’Océanie depuis son origine jusqu’en 1845, Paris : Pagnerre, 1845. [lire en ligne]
- Les Mœurs et les costumes de tous les Peuples, d’après les Documents les plus authentiques, les Voyages les plus récents et des matériaux inédits, Paris : la Librairie ethnographique, 1845. [lire en ligne]
- Histoire de la Belgique, depuis son origine jusqu’en 1847, Paris : Pagnerre éditeur, 1847. [lire en ligne]
- Al-Djezaïr, la reine Pomaré, Bruxelles et Leipzig : Auguste schnée et Cie, 1857. [lire en ligne]
- Les Quatrains municipaux. Rôle d’équipage du vaisseau de Paris en 1878, par un conseiller municipal, Paris, E. Dentes, 1878. [lire en ligne]
- La Merriade ou La grande bataille de Saint-Merri, poème philosophique en vingt chants, Paris : Dentu, 1882.